# Sauchy-Cauchy
Sauchy-Cauchy és un municipi francès situat al departament del Pas de Calais i a la regió dels Alts de França. L'any 2007 tenia 399 habitants.

## Demografia

### Població
El 2007 la població de fet de Sauchy-Cauchy era de 399 persones. Hi havia 136 famílies de les quals 24 eren unipersonals (8 homes vivint sols i 16 dones vivint soles), 28 parelles sense fills, 64 parelles amb fills i 20 famílies monoparentals amb fills.
La població ha evolucionat segons el següent gràfic:
Habitants censats

### Habitatges
El 2007 hi havia 157 habitatges, 142 eren l'habitatge principal de la família, 6 eren segones residències i 9 estaven desocupats. Tots els 157 habitatges eren cases. Dels 142 habitatges principals, 131 estaven ocupats pels seus propietaris, 8 estaven llogats i ocupats pels llogaters i 3 estaven cedits a títol gratuït; 2 tenien dues cambres, 8 en tenien tres, 25 en tenien quatre i 107 en tenien cinc o més. 116 habitatges disposaven pel capbaix d'una plaça de pàrquing. A 55 habitatges hi havia un automòbil i a 70 n'hi havia dos o més.

### Piràmide de població
La piràmide de població per edats i sexe el 2009 era:
| Homes | Edats   | Dones |
| ----- | ------- | ----- |
| 0     | 95 o +  | 0     |
| 0     | 90 a 94 | 0     |
| 0     | 85 a 89 | 4     |
| 8     | 80 a 84 | 4     |
| 8     | 75 a 79 | 16    |
| 4     | 70 a 74 | 12    |
| 12    | 65 a 69 | 0     |
| 0     | 60 a 64 | 8     |
| 8     | 55 a 59 | 4     |
| 8     | 50 a 54 | 4     |
| 8     | 45 a 49 | 20    |
| 24    | 40 a 44 | 16    |
| 8     | 35 a 39 | 12    |
| 28    | 30 a 34 | 28    |
| 8     | 25 a 29 | 20    |
| 0     | 20 a 24 | 8     |
| 12    | 15 a 19 | 8     |
| 16    | 10 a 14 | 8     |
| 8     | 5 a 9   | 12    |
| 24    | 0 a 4   | 8     |

## Economia
El 2007 la població en edat de treballar era de 263 persones, 171 eren actives i 92 eren inactives. De les 171 persones actives 157 estaven ocupades (93 homes i 64 dones) i 14 estaven aturades (10 homes i 4 dones). De les 92 persones inactives 21 estaven jubilades, 29 estaven estudiant i 42 estaven classificades com a «altres inactius».

### Ingressos
El 2009 a Sauchy-Cauchy hi havia 145 unitats fiscals que integraven 409 persones, la mediana anual d'ingressos fiscals per persona era de 16.322 €.

### Activitats econòmiques
Dels 4 establiments que hi havia el 2007, 3 eren d'empreses de construcció i 1 d'una empresa de comerç i reparació d'automòbils.
Els 2 serveis als particulars que hi havia el 2009 eren paletes.
L'any 2000 a Sauchy-Cauchy hi havia 3 explotacions agrícoles que ocupaven un total de 93 hectàrees.

## Equipaments sanitaris i escolars
El 2009 hi havia una escola elemental integrada dins d'un grup escolar amb les comunes properes formant una escola dispersa.

## Poblacions més properes
El següent diagrama mostra les poblacions més properes.